# La Corbière
La Corbière ist eine Gemeinde im französischen Département Haute-Saône in der Region Bourgogne-Franche-Comté.

## Geographie
La Corbière liegt auf einer Höhe von 380 Metern über dem Meeresspiegel, 9 Kilometer ostsüdöstlich von Luxeuil-les-Bains und etwa 32 Kilometer nordöstlich der Stadt Vesoul (Luftlinie). Das Dorf erstreckt sich im nordöstlichen Teil des Departements, in den südwestlichen Ausläufern der Vogesen, auf dem Plateau des Mille Étangs.
Die Fläche des 3,15 Quadratkilometer großen Gemeindegebiets umfasst einen Abschnitt der Plateaulandschaft am Südwestrand der Vogesen. Das Gebiet wird von einer leicht nach Südwesten geneigten Hochfläche eingenommen, die zum Plateau des Mille Étangs gehört. Das teils aus kristallinem Grundgestein, teils aus Buntsandstein der unteren Trias bestehende Plateau wurde während der Eiszeiten von Gletschern überformt. Die Landschaft ist deshalb in Kuppen und Mulden untergliedert. Sie zeigt ein lockeres Gefüge von Weideland und Wald, Heidelandschaften und Mooren. In Muldenlagen befinden sich oft kleine Seen, die überwiegend natürlichen Ursprungs sind und während der Eiszeit durch Gletscherschliff entstanden. Einige Weiher wurden von den Mönchen seit dem 11. Jahrhundert zur Fischzucht angelegt oder höher gestaut. Der größte Weiher auf dem Gemeindeboden ist der Étang Gérion. Entwässert wird das Gebiet über den Lambier zur Lanterne. Mit 421 Meter wird auf der Anhöhe nahe bei der Pierre Mourey die höchste Erhebung von La Corbière erreicht.
La Corbière besteht aus den Ortsteilen La Corbière-Bas (380 Meter) und La Corbière-Haut (393 Meter). Nachbargemeinden von La Corbière sind La Proiselière-et-Langle im Norden, Les Fessey im Osten, Belmont im Süden sowie Magnivray und La Bruyère im Westen.

## Geschichte
Im Mittelalter gehörte La Corbière zur Freigrafschaft Burgund und darin zum Gebiet des Bailliage d’Amont. Die lokale Herrschaft hatten die Herren von Faucogney inne. Zusammen mit der Franche-Comté gelangte der Ort mit dem Frieden von Nimwegen 1678 definitiv an Frankreich. Heute ist La Corbière Mitglied des 13 Ortschaften umfassenden Gemeindeverbandes Communauté de communes du Pays de Luxeuil.

## Sehenswürdigkeiten
Zu den Sehenswürdigkeiten zählen ein Calvaire und zwei überdachte Lavoirs aus dem 19. Jahrhundert, die einst als Waschhaus und Viehtränke dienten.

## Bevölkerung
| Jahr                       | 1962 | 1968 | 1975 | 1982 | 1990 | 1999 | 2006 |
| Einwohner                  | 142  | 108  | 87   | 95   | 95   | 93   | 107  |
| Quellen: Cassini und INSEE |      |      |      |      |      |      |      |

Mit 110 Einwohnern (1. Januar 2022) gehört La Corbière zu den kleinen Gemeinden des Département Haute-Saône. Nachdem die Einwohnerzahl in der ersten Hälfte des 20. Jahrhunderts deutlich abgenommen hatte (1886 wurden noch 229 Personen gezählt), wurden seit Mitte der 1970er Jahre nur noch relativ geringe Schwankungen verzeichnet.

## Wirtschaft und Infrastruktur
La Corbière ist noch heute ein vorwiegend durch die Landwirtschaft (Ackerbau, Obstbau und Viehzucht), die Forstwirtschaft und die Fischzucht geprägtes Dorf. Außerhalb des primären Sektors gibt es nur wenige Arbeitsplätze im Ort. Einige Erwerbstätige sind deshalb Wegpendler, die in den größeren Ortschaften der Umgebung ihrer Arbeit nachgehen.
Die Ortschaft liegt abseits der größeren Durchgangsachsen an einer Departementsstraße, die von Froideconche nach Écromagny führt. Weitere Straßenverbindungen bestehen mit Les Fessey und Magnivray.